# Ipomoea
Ipomoea L., 1753 è un genere di piante della famiglia delle Convolvulacee che comprende oltre 600 specie, molte delle quali note col nome di campanelle (nome comune anche per specie di altri generi).

## Distribuzione e habitat
Il genere ha una distribuzione cosmopolita; diffuso principalmente nei paesi tropicali asiatici e americani ma alcune specie sono state portate dall'uomo fuori dal loro areale originario. In Italia sono stata introdotte per motivi ornamentali o accidentali quattro specie: Ipomoea tricolor, Ipomoea purpurea, Ipomoea sagittata e Ipomoea stolonifera.

## Tassonomia

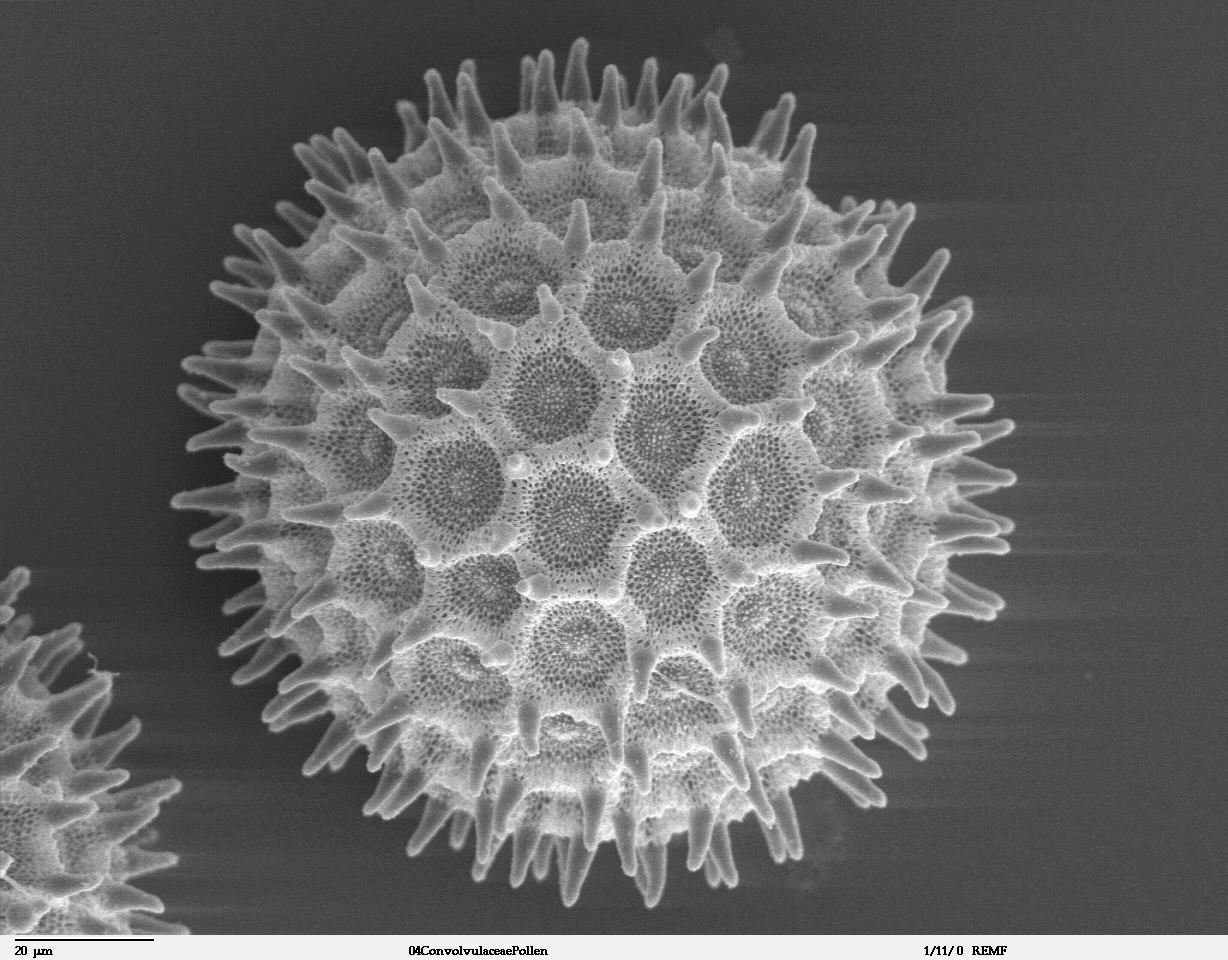
Polline di Ipomoea purpurea al microscopio

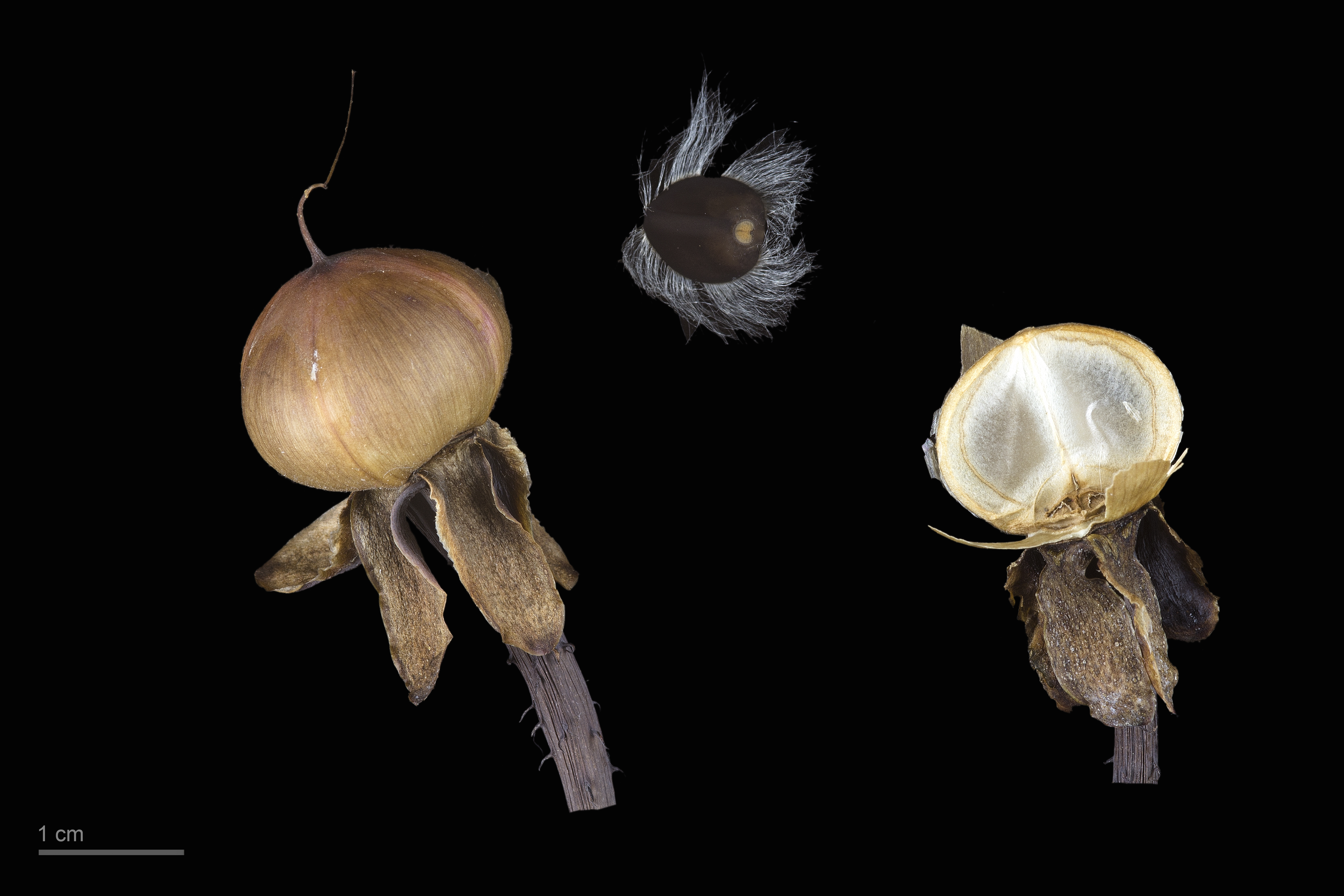
Ipomoea setosa

Il genere comprende oltre 600 specie.
Dal punto di vista alimentare la specie principale è la patata dolce o americana (Ipomoea batatas).
Il genere comprende due specie ornamentali con radici bulbose, piante rampicanti con fusti volubili, che portano foglie cuoriformi, e fiori estivi campanulati:
- Ipomoea bonariensis originaria dell'Argentina, con fiori di colore lilla-purpureo;
- Ipomoea pandurata  pianta molto rustica originaria dell'America settentrionale, fiori di colore bianco con la gola rossa.

Tra le specie erbacee annuali o trattate come tali nella coltivazione, tutte rampicanti a crescita rapida, con fogliame cuoriforme, si ricordano le seguenti:
- Ipomoea purpurea, varietà coltivata anche in Italia, a fiori grandi campanulati-imbutiformi, di colore violetto o rosso-purpureo con la gola bianca, con numerose varietà a fiore bianco o viola intenso;
- Ipomoea tricolor, altra specie coltivata anche in Italia, originaria del Messico, con fiori più grande della specie precedente, di colore azzurro o viola, che dopo l'appassimento diventano purpurei;
- Ipomoea hederacea con grandi fiori di colore azzurro-cielo a gola bianca;
- Ipomoea quamoclit pianta molto decorativa, di modesto sviluppo, poco rustica originaria delle zone tropicali asiatiche, con fogliame leggero e pennato, fiori tubulosi di piccole dimensioni, di colore rosso-scarlatto;
- Ipomoea versicolor nota anche come Mina lobata con piccoli fiori di colore rosso-carminio che nel tempo vira sul giallo.

## Usi
- Come piante ornamentali per ricoprire pergolati, recinzioni, muri.
- I tuberi di alcune specie, come ad esempio la patata dolce americana (Ipomoea batatas), vengono consumate come alimento.
- La specie tropicale Ipomoea aquatica viene consumata in Asia come verdura.
- I semi della specie Ipomoea violacea,in concentrazioni maggiori, Ipomea Purpurea e Ipomea Tricolor,in concentrazioni minori,contengono LSA, una sostanza dagli effetti allucinogeni.

## Coltivazione
Le specie bulbose vogliono terreno leggero e si moltiplicano per propaggine o con la semina, le specie erbacee annuali sono di facile coltivazione, vogliono esposizione calda e soleggiata, terreno ben concimato, si moltiplicano all'inizio della primavera con la semina sul posto, per ottenere prolungate fioriture estive.